# Vaksala distrikt
Vaksala distrikt är ett distrikt i Uppsala kommun och Uppsala län. 
Distriktet ligger ost-nordost om centrala Uppsala och består såväl av stadsdelar i Uppsala såsom Fyrislund, Gränby, Salabacke och Årsta som en landsbygdsdel öster därom.

## Tidigare administrativ tillhörighet
Distriktet inrättades 2016 och utgörs av en del av det området som Uppsala stad omfattade före 1971, delen som före 1967 utgjorde Vaksala socken.
Området motsvarar den omfattning Vaksala församling hade vid årsskiftet 1999/2000.